# Абсолютные
Ultimates (рус. Современные), известна также как Абсолютные или Алтимейтс — команда супергероев, появляющаяся в комиксах издательства Marvel Comics. Созданная писателем Марком Милларом и художником Брайаном Хитчем команда впервые появилась в выпуске The Ultimates #1 в марте 2002 года и стала новой, переписанной версией команды Мстителей, созданной Стэном Ли и Джеком Кирби.

## История публикаций
Первый том серии, The Ultimates, написанный Марком Милларом и иллюстрированный Брайаном Хитчем, был опубликован в формате ограниченной серии и включал в себя 13 выпусков, вышедших с перерывами в период с апреля 2002 по март 2004 года. Второй том серии, также написанный Милларом и Хитчем, вышел с аналогичными задержками между выпусками, и носил название The Ultimates 2. После окончания второго тома серии последовали уан-шот авторов Честера Цебульски и Минди Оуэнс Ultimate Saga — краткий пересказ и резюме событий, описанных ранее. Марк Миллар вернулся к работе над комиксами о Ultimates в 2009 году, начав с мини-серии, а позже начал работу над Ultimate Comics: Avengers, которая продолжается до сих пор.

## Сюжет

### Том 1
Генеральный директор Щ. И. Т. Ник Фьюри собирает спонсируемую правительством команду супергероев, которая включает в себя Капитана Америка, учёных Хэнка Пим и его жену Джанет Ван Дайн (Гигантский человек и Оса), Брюса Баннера (Халк) и Тони Старка (Железный человек). Штаб-квартирой команды становится Трискелион — объект Щ.И.Т. Когда Баннер вводит себе сыворотку супер-солдата, он превращается в своё альтер эго — Халка, которое он не может контролировать. Команда вынуждена обратиться за помощью к Тору — асгардианскому богу войны, и с его помощью не дать Халку устроить бойню. Позже, группа объединяет свои силы с мутантами Алой Ведьмой и Ртутью, а также с супергероями Соколиным глазом и Чёрной Вдовой, вместе с которыми наносят поражение группе пришельцев-оборотней.

### Том 2
Через год отношения жителей страны к команде изменилось, когда стало известно что один из её членов, Халк, ответственен за гибель сотен людей. Авторитет команды подрывается ещё больше когда Тора обвиняют в том, что он — сбежавший из психиатрической лечебницы преступник. Тор был отправлен в тюрьму, а позже выясняется, что за этим стоит его сводный брат Локи, который также способствует созданию новой команды в противовес Ultimates — Освободителей. Чёрная Вдова обнаруживает Освободителей, и отправившись на их базу, Ultimates попадают в плен. Им удаётся сбежать после схватки с членами Освободителей и Локи, которым они нанесли поражение вместе с воинами Асгарда.

### Том 3
Хэнк Пим находится под «домашним арестом» в Особняке Алтимейтс. Один из созданных им роботов, Альтрон, накачивает Пима наркотиками и пытается загрузить в интернет видеозапись интимных отношений Чёрной Вдовы и Тони Старка. Его прерывает Алая Ведьма, и Альтрон убивает её. Тело Алой Ведьмы похищает Магнето и отправляется с ним на Дикую Землю, где был остановлен Ultimates. Пим и Оса узнают, что Альтрон, который принял вид Жёлтого Жакета намерен использовать ДНК членом Ultimates, чтобы создать андроидов, скопировав их внешность. Настоящей команде удаётся победить своих клонов, но время схватки Ртуть был убит Соколиным глазом. Оса предлагает Пиму вернуться в команду и он соглашается.

### Том 4
Команда Ultimate Защитников крадёт молот Тора у Валькирии. Хела, правительница Хельхейма, соглашается отпустить Тора в обмен на сына, а Локи тем временем прибывает в Центральный парк с армией монстров.

### Ultimate Comics: The Ultimates
Сценарист Джонатан Хикман и художник Эсад Рибик перезапустили новый комикс о команде Алтимейтс, в которой состоят Ник Фьюри, Железный Человек, Тор, Женщина-паук и другие.

### All-New Ultimates
После завершения сюжета комикса Катаклизм и под названием Ultimate Marvel NOW!, совпадающий с Вселенной Marvel NOW!, писатель и художник Мишель Фиффе и Амилкар Пинна собрали новую команду, в котором состоят молодые борцы с преступностью Человек-Паук (Майлз Моралес), новая Чёрная Вдова (бывшая Женщина-паук), Китти Прайд, Бомбочка, Плащ и Кинжал.

## Вне комиксов
По мотивам серии комиксов вышли два анимационных фильма — «Ultimate Мстители» и «Ultimate Мстители 2».